# Savona Calcio 2003-2004
Questa pagina raccoglie le informazioni riguardanti il Savona Calcio nelle competizioni ufficiali della stagione 2003-2004.

## Rosa
| N. |                   | Ruolo | Calciatore          |
| -- | ----------------- | ----- | ------------------- |
|    | Italia (bandiera) | C     | Simone Aloe         |
|    | Italia (bandiera) | D     | Alessio Barone      |
|    | Italia (bandiera) | C     | Riccardo Bracaloni  |
|    | Italia (bandiera) | D     | Fabio Bracco        |
|    | Italia (bandiera) | D     | Giovanni Capuano    |
|    | Italia (bandiera) | D     | Francesco Cocito    |
|    | Italia (bandiera) | D     | Giuseppe Colaciccho |
|    | Italia (bandiera) | D     | Christian Contino   |
|    | Italia (bandiera) | D     | Maurizio Damonte    |
|    | Italia (bandiera) | C     | Andrea De Martin    |
|    | Italia (bandiera) | D     | Stefano Di Gioia    |
|    | Italia (bandiera) | A     | Claudio Doria       |

| N. |                   | Ruolo | Calciatore          |
| -- | ----------------- | ----- | ------------------- |
|    | Italia (bandiera) | C     | Vincenzo Friso      |
|    | Italia (bandiera) | P     | Manuel Ghizzardi    |
|    | Italia (bandiera) | C     | Carlo Giacchino     |
|    | Italia (bandiera) | A     | Davide Girgenti     |
|    | Italia (bandiera) | C     | Luca Grande         |
|    | Italia (bandiera) | D     | Sergio Lombardo     |
|    | Italia (bandiera) | A     | Saverio Luciani     |
|    | Italia (bandiera) | A     | Simone Lupo         |
|    | Italia (bandiera) | D     | Alex Melchiorre     |
|    | Italia (bandiera) | A     | Massimo Peluffo     |
|    | Italia (bandiera) | C     | Gaetano Perrella    |
|    | Italia (bandiera) | A     | Giancarlo Romairone |